# Осьмерик Володимир Федорович
Володимир Федорович Осьмерик (28 січня 1936 — ?) — український радянський діяч, промисловець, генеральний директор Донецького виробничого об'єднання з гірничого машинобудування «Донецькгірмаш» Донецької області. Член Ревізійної Комісії КПУ в 1981—1990 р.

## Біографія
Освіта вища.
Член КПРС з 1960 року.
Працював на інженерних посадах.
У 1976—1995 р. — директор Донецького машинобудівного заводу імені 15-річчя Ленінського комсомолу України (з 1981 року — генеральний директор Донецького виробничого об'єднання з гірничого машинобудування «Донецькгірмаш») Донецької області.
Потім — на пенсії у місті Донецьку.

## Нагороди
- ордени
- медалі
- лауреат премії Ради Міністрів СРСР
- заслужений машинобудівник України